# Rad-Weltcup der Frauen 2005
Der Rad-Weltcup der Frauen 2005 war die 8. Austragung des Rad-Weltcups der Frauen, einer seit der Saison 1998 vom Weltradsportverband UCI ausgetragenen Serie der wichtigsten Eintagesrennen im Straßenradsport der Frauen. Die Fahrerinnenwertung gewann zum zweiten Mal nach 2004 die Australierin Oenone Wood.
| Rennen                                       | Erste               | Zweite               | Dritte          |
| -------------------------------------------- | ------------------- | -------------------- | --------------- |
| Rund um die Nürnberger Altstadt              | Giorgia Bronzini    | Susanne Ljungskog    | Mirjam Melchers |
| Rotterdam Tour                               | Ina-Yoko Teutenberg | Alessandra D’Ettorre | Luisa Tamanina  |
| Grand Prix de Plouay                         | Noemi Cantele       | Edita Pučinskaitė    | Monica Holler   |
| GP of Wales                                  | Judith Arndt        | Susanne Ljungskog    | Oenone Wood     |
| Coupe du Monde Cycliste Féminine de Montréal | Geneviève Jeanson   | Oenone Wood          | Olivia Gollan   |
| Castilla y Leon                              | Susanne Ljungskog   | Judith Arndt         | Tatiana Guderzo |
| La Flèche Wallonne                           | Nicole Cooke        | Oenone Wood          | Judith Arndt    |
| Flandern-Rundfahrt                           | Mirjam Melchers     | Susanne Ljungskog    | Monica Bacaille |
| Primavera Rosa                               | Trixi Worrack       | Nicole Cooke         | Oenone Wood     |
| New Zealand CDM                              | Suzanne de Goede    | Linda Serup          | Tina Pic        |
| Geelong Tour                                 | Rochelle Gilmore    | Oenone Wood          | Kate Bates      |
| Gesamtwertung                                | Oenone Wood         | Susanne Ljungskog    | Mirjam Melchers |